# 布兰卡
布兰卡，是西班牙穆尔西亚自治区的一个市镇。总面积87平方公里，总人口5787人（2001年），人口密度67人/平方公里。